# Franjo Mihalić
Franjo Mihalić (Kutina, 9. ožujka 1920. – Beograd, 14. veljače 2015. ), bio je jugoslavenski, hrvatski i srbijanski atletičar, atletski sudac, trener i organizator atletskih natjecanja. Osvajač je srebrne medalje na Olimpijskim igrama u Melbourneu 1956. godine. Jedini je Hrvat koji je osvojio olimpijsku medalju u trčanju, preciznije maratonskom trčanju i prvi je Hrvat koji je osvojio (zlatnu) medalju na svjetskom prvenstvu u nekoj trkačkoj atletskoj disicplini. Pobijedio je na više od 50 međunarodnih utrka.

## Životopis
Franjo Mihalić rođen je u Kutini 1920. godine. Športsku je karijeru započeo kao biciklist. Sudjelovao je na prvenstvima Hrvatske u biciklizmu kao član Olimpa. Od osamdeset 80 vodećih hrvatskih biciklista, Mihalić je bio po kvaliteti od 5. do 8. mjesta, u konkurenciji Prosenika, Ljubića, Grgeca, Fiketa i dr. Posljednji put je put bio na prvenstvu Hrvatske od Zagreba do Varaždina. Pored toga, poslije je bio aktivni nogometaš u zagrebačkom Grafičaru.  
Mihalićev trkaći dar uočili su na radničkim športskim igrama 1940. godine. Pridružio se je Concordiji iz Zagreba. Uslijedio je rat i proglašenje NDH, u kojoj je bio državni reprezentativac i triput bio proglašen hrvatskim športašem godine. Pet je puta rušio državne rekorde Viktora Flassa i Josipa Kotinka. Mihalić je bio apolitičan i nije htio pristupiti ustaškom pokretu, premda je bilo poziva. Također se na sve moguće načine izvlačio od vojske da ga ne mobiliziraju. ↓1 Pretkraj rata trener najljućih suparnika išao je toliko u rivalstvu da je pritisnuo nadležne zašto Mihalić nije unovačen, pa je naposljetku unovačen u domobrane. Kraj rata koji je brzo uslijedio spasio ga je od odlaska na bojište.
Poslije rata osnovao je Omladinsko fizkulturno društvo Mladost, zajedno s čelnicom hrvatske omladinske organizacije Verom Radić i Željkom Dežmarom. U Mladosti je bio do 1947. Uslijedio je poziv u JNA. Vojni je rok služio u vojarni konjaništva u Subotici. Kad je Artur Takač doznao za nj, namjestio je da Mihalić dobije premještaj u Beograd. Po sovjetskom uzoru, atletičari su u tom vojnom klubu iz glavnog grada imali neusporedivo bolje uvjete. Tako je u Partizanu bilo takvih uvjeta i brojni su športaši iz Hrvatske završili u Beogradu. Mihalić se tako našao u društvu Ivana Gubijana, Zvonka Sabolovića, Nede Farčića, Drage Štritofa, Andrije Ottenheimera, Petra Šegedina, Zdravka Ceraja, Borisa Brnada, Kreše Račića, Ivice Karasija (svi u Partizanu) te Dijane Sokač Ištvanović, Dane Korice i Dunje Jutronić.
Pobijedio je na prvom svjetskom krosu u Parizu 1953. godine. Na maratonu u Ateni postavio je rekord staze, pobjeđivao je u maratonima Bostonu, Londonu, Tokiju, Moskvi, Milanu (triput), Genovi (četiri puta), Sao Paolu (ponoćna novogodišnja utrka: 1952. i 1954., a 1953. bio je drugi) i inima.
Nastavio se natjecati u veteranskoj konkurenciji u maratonu i u brzom hodanju. Radio je u vojnoj akademiji kao nastavnik tjelesnog.

## Zanimljivosti
Bio je prvi koji je Titu predao štafetu "u ime naroda Hrvatske". Bilo je to 25. svibnja 1945.
U njegovu čast održava se međunarodna utrka Kutina – Voloder u sklopu priredbe "Voloderska jesen".